# Nineteen Hundred and Eighty Five
«Nineteen Hundred and Eighty Five» (a veces también referido como «1985») es una canción del ex-beatle Paul McCartney y su grupo Wings. Se grabó en 1973 y es la pieza culminante del álbum Band on the Run.
Al principio, McCartney la llamaba «Piano thing» (‘la cosa con piano’).
Apareció en el especial de televisión de 1974 One Hand Clapping, así como en el documental de 2001 sobre Paul McCartney y Wings llamado Wingspan.
La canción culmina de manera imponente con una orquesta completa y el resto de la banda tocando. En el álbum Band on the Run, termina con un extracto de la canción de apertura que lleva el mismo nombre. Esta canción apareció en varios episodios de Trigger Happy TV.

## Músicos
- Paul McCartney: voz principal, guitarra eléctrica, bajo eléctrico, piano acústico, batería.
- Linda McCartney: voces, teclados.
- Denny Laine: voces, guitarra eléctrica.